# Miguel Itzigsohn
Miguel Itzigsohn (* 21. November 1908 in Belgien; † 1978 vermutlich in La Plata) war ein argentinischer Astronom. Im Laufe seiner Karriere entdeckte er zwischen 1948 und 1954 fünfzehn Asteroiden des Hauptgürtels und trug maßgeblich zur Entwicklung der Astrometrie in Argentinien bei.

## Leben
Miguel Itzigsohn entstammte einer jüdischen Einwandererfamilie aus Belgien. Seine Eltern waren mit ihm etwa ein Jahr nach seiner Geburt nach Argentinien gekommen und hatten sich in der Stadt Concordia in der Provinz Entre Ríos niedergelassen. Nachdem er dort seine Schulausbildung mit dem Sekundarabschluss beendet hatte, zog Itzigsohn nach La Plata, die Hauptstadt der Provinz Buenos Aires. Dort studierte er an der Fakultät für Ingenieurwesen der Universidad Nacional de La Plata (UNLP) Vermessungswesen (spanisch Agrimensura) und erwarb 1933 den Titel eines Agrimensors. Im selben Jahr heiratete er seine langjährige Lebensgefährtin María Naymark, mit der er vier Kinder hatte: Miguel Jorge (* 1934), María Dora (* 1939), Marta Paulina (* 1944) und Matilde (1949).
Nach seinem Abschluss arbeitete Itzigsohn zunächst bei der Vermessung der Grenze zu Bolivien mit und wechselte später, wie mehrere andere Landvermesser, in den Bereich Geodäsie am Observatorio Astronómico der Universidad Nacional de La Plata. Von 1955 bis 1972 war er dort in leitender Position sowie als Professor tätig. 1975 endete seine Tätigkeit an der Universität.
Während der argentinischen Militärdiktatur wurde seine Tochter Matilde 1977 entführt und gilt seither als verschwunden. Der persönliche Verlust, die Entlassung und das Exil einer weiteren Tochter belasteten ihn schwer. Miguel Itzigsohn starb im Januar 1978 im Alter von 69 Jahren.

## Forschung und Entdeckungen
Miguel Itzigsohn war spezialisiert auf Himmelsmechanik und Astrometrie. Er widmete sich besonders der Entwicklung dieser beiden Gebiete in Argentinien und war maßgeblich daran beteiligt, dass die Astrometrie als Fachgebiet im Land etabliert wurde. Daneben beschäftigte er sich auch mit der Beobachtung von Kometen.
Zwischen 1948 und 1954 entdeckte er am Observatorio Astronómico de La Plata insgesamt 15 Asteroiden des Hauptgürtels. Wie es für Asteroiden-Entdecker üblich war, durfte Itzigsohn die Namen der von ihm entdeckten Himmelskörper vorschlagen; bei mehreren wählte er Bezeichnungen mit direktem Bezug zu Eva Perón – der Ehefrau des damaligen Präsidenten Juan Perón – und zu Symbolen und Schlagworten des peronistischen Kults:
- (1569) Evita – entdeckt am 3. August 1948 (Kosename Eva Peróns)
- (1581) Abanderada – entdeckt am 15. Juni 1950 (in Anlehnung an Eva Peróns Titel „Abanderada de los humildes“ – „Fahnenträgerin der Demütigen“[5])
- (1582) Martir – entdeckt am 15. Juni 1950 („Märtyrerin“, im Sinn der Selbstaufopferung für das Volk)
- (1588) Descamisada – entdeckt am 27. Juni 1951 (Eva Perón bezeichnete sich selbst als erste „Descamisada“ – „Hemdlose“)[6]
- (1589) Fanatica – entdeckt am 13. September 1950 („die Fanatische“ – Ausdruck der Verehrung Eva Peróns)

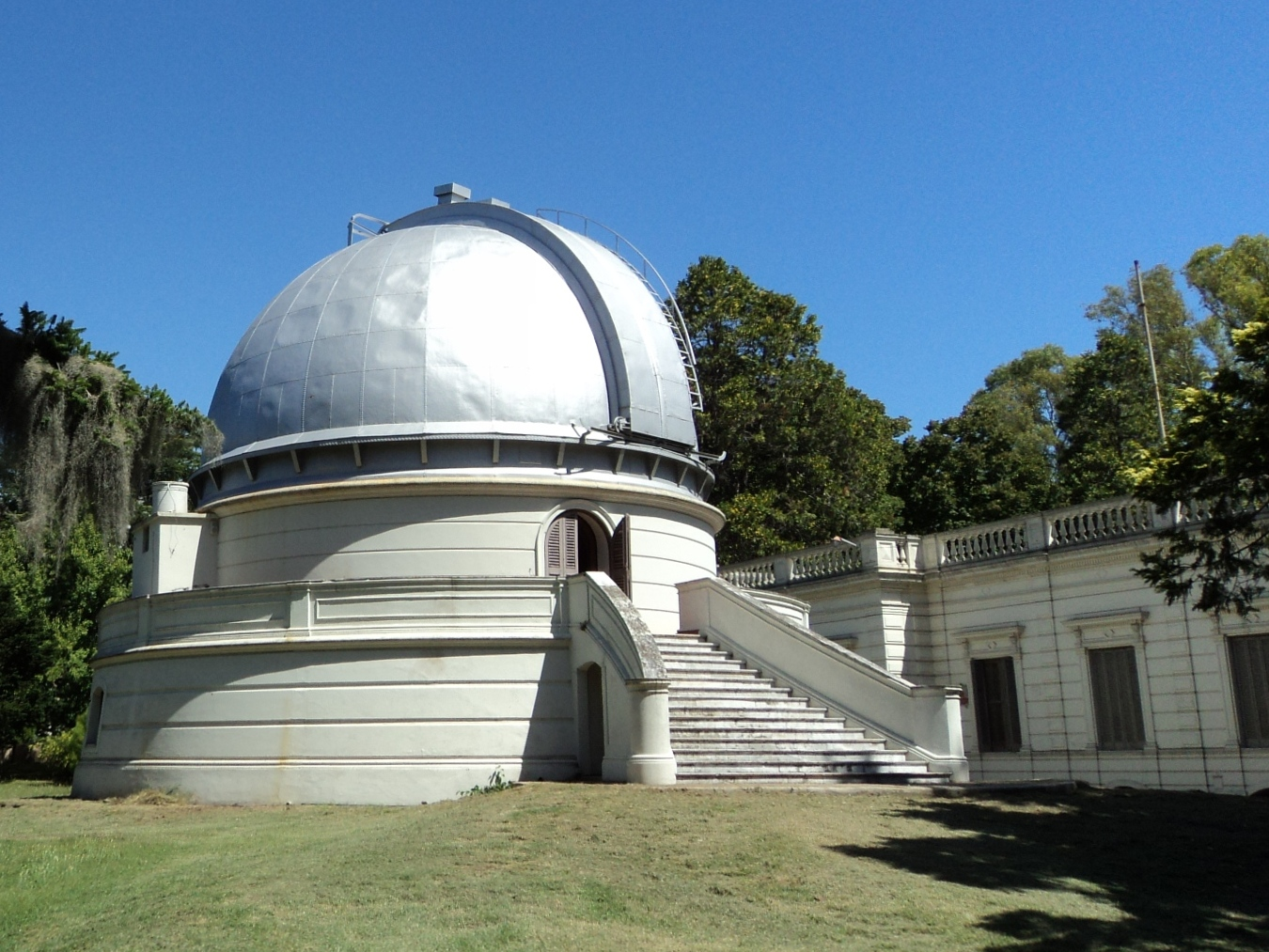
Observatorio Astronómico de La Plata, die Wirkungsstätte von Miguel Itzigsohn

Weitere von ihm entdeckte Asteroiden waren:
- (1571) Cesco – entdeckt am 20. März 1950
- (1596) Itzigsohn – entdeckt am 8. März 1951
- (1608) Muñoz – entdeckt am 1. September 1951
- (1684) Iguassú – entdeckt am 23. August 1951
- (1688) Wilkens – entdeckt am 3. März 1951
- (1779) Paraná – entdeckt am 15. Juni 1950
- (1800) Aguilar – entdeckt am 12. September 1950
- (1801) Titicaca – entdeckt am 23. September 1952
- (1821) Aconcagua – entdeckt am 24. Juni 1950
- (1970) Sumeria – entdeckt am 12. März 1954

Von 1955 bis 1972 war Itzigsohn am Astronomischen Observatorium von La Plata als Direktor der Abteilung für Astrometrie und Himmelsmechanik und Professor für Astronomie tätig. In diesem Zeitraum war er von 1963 bis 1966 Mitglied des Vorstands der Argentinischen Astronomievereinigung (spanisch Asociación Argentina de Astronomía) unter dem Vorsitz von Jorge Sahade und dem Vizepräsidenten Carlos Ulrrico Cesco.
Im Jahr 1975 wurde Itzigsohn auf Beschluss der Universität von seinem Amt enthoben. Eine Quelle nennt die politischen Aktivitäten seiner jüngsten Tochter Matilde als möglichen Grund.

## Engagement im Schachsport
Itzigsohn war in La Plata viele Jahre eng mit dem traditionsreichen Sportklub Gimnasia y Esgrima La Plata verbunden. Er besuchte regelmäßig die Fußballspiele des Vereins und war aktives Mitglied der Schachabteilung. Itzigsohn gewann mehrere lokale Schachturniere, darunter das Turnier der Federación Platense im Jahr 1951. Er vertrat den Klub und die Stadt La Plata bei zahlreichen regionalen und nationalen Schachwettbewerben und war bis zu seinem Tod lebenslanges Mitglied („socio vitalicio“).

## Ehrungen
Der Asteroid (1596) Itzigsohn, den er selbst entdeckt hatte, wurde nach ihm benannt. Im Jahr 2019 erhielt das astrographische Teleskop der Stadt La Plata seinen Namen. Im Dezember 2021 richtete sein ehemaliger Sportverein Gimnasia erstmals ein Schachturnier aus, das zu seiner Erinnerung seinen Namen trug (spanisch Torneo de Ajedrez „Miguel Itzigsohn“).